# Севастьяново (Ленинградская область)
Севастья́ново (до 1948 года Ка́укола, фин. Kaukola) — посёлок в Приозерском районе Ленинградской области. Административный центр Севастьяновского сельского поселения.

## Название
Топоним Каукола происходит от личного имени Кауко.
6 июля 1947 года исполкомом Каукольского сельсовета было принято решение о переименовании деревни Киркко-Каукола в деревню Дубровка. Спустя некоторое время решение изменили, присвоив селению наименование Поречье. Еще через полгода комиссия по переименованию назначила деревне имя Севастьяново. В тексте обоснования было указано: «в честь Героя Советского Союза А. Т. Севастьянова, погибшего в воздушном бою 23.04.1942», где Алексей Тихонович Севастьянов, это советский лётчик-истребитель, 1917 года рождения, старший лейтенант, погибший в районе посёлка Рахья Всеволожского района Ленинградской области. Переименование было закреплено указом Президиума ВС РСФСР от 1 октября 1948 года.

## История
В писцовой книге Водской пятины 1568 года упоминается «Деревня Кавгала Тимошкина над озером над Кавгальским».

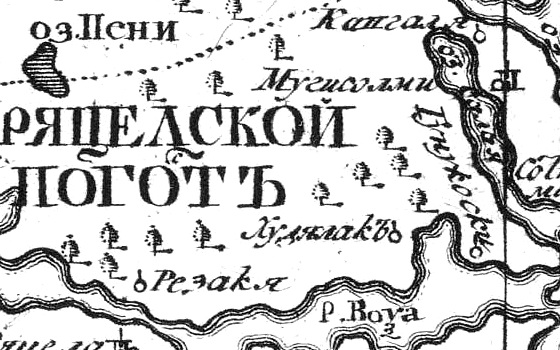
Деревня Кавгаля на русской карте 1745 года

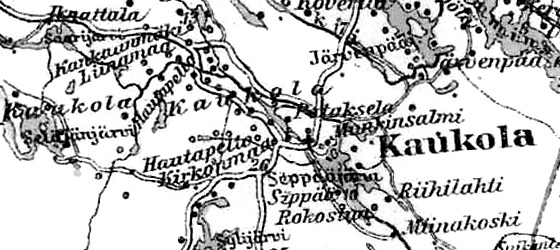
Деревня Каукола на финской карте 1923 года

До 1939 года деревня Каукола входила в состав волости Каукола Выборгской губернии Финляндской республики.
С 1 января 1940 года в составе Карело-Финской ССР.
С 1 августа 1941 года по 31 июля 1944 года финская оккупация.
С 1 ноября 1944 года в Сепянъярвском сельсовете Кексгольмского района.
С 1 октября 1948 года учитывается как деревня Севастьяново в Севастьяновском сельсовете Приозерского района. В ходе укрупнения хозяйства к деревне было присоединено соседнее селение Ракосина.
С 1 января 1950 года в Степанянском сельсовете.
С 1 июня 1954 года в Богатырёвском сельсовете.
С 1 февраля 1963 года — в Выборгском районе.
С 1 января 1965 года — вновь в Приозерском районе. В 1965 году деревня насчитывала 109 жителей.
По данным 1966 года посёлок Севастьяново входил в состав Богатырёвского сельсовета, административным центром которого являлся посёлок Богатыри.
По данным 1973 года посёлок Севастьяново входил в состав Богатырёвского сельсовета и являлся его административным центром.
По данным 1990 года посёлок Севастьяново входил в состав Богатырёвского сельсовета, административным центром которого являлся посёлок Степанянское.
В 1997 году в посёлке Севастьяново Богатырёвской волости проживали 680 человек, в 2002 году — 661 человек (русские — 85 %), административным центром волости являлся посёлок Степанянское.
В 2007 году в посёлке Севастьяново Севастьяновского СП проживали 688 человек, в 2010 году — 653 человека.

## География
Посёлок расположен в северной части района на автодороге 41К-153 (Сапёрное — Кузнечное).
Расстояние до ближайшей железнодорожной станции Кузнечное — 11 км.
Через посёлок протекает река Севастьяновка. К югу от посёлка находится озеро Невское.

## Демография
| 2007 | 2010 | 2017 |
| ---- | ---- | ---- |
| 688  | ↘653 | ↘633 |

## Известные уроженцы
- Вилле Песси (1902—1983) — деятель финляндского и международного рабочего движения, генеральный секретарь ЦК Коммунистической партии Финляндии (1944—1969).

## Достопримечательности
- Лютеранская кирха (1933 г., архитектор Лассе Бъёрк).

## Фото

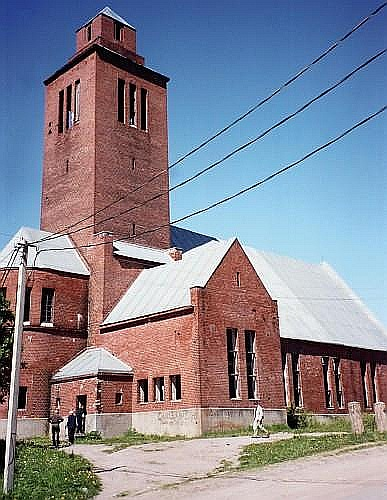
Кирха в посёлке Севастьяново. 2006 год
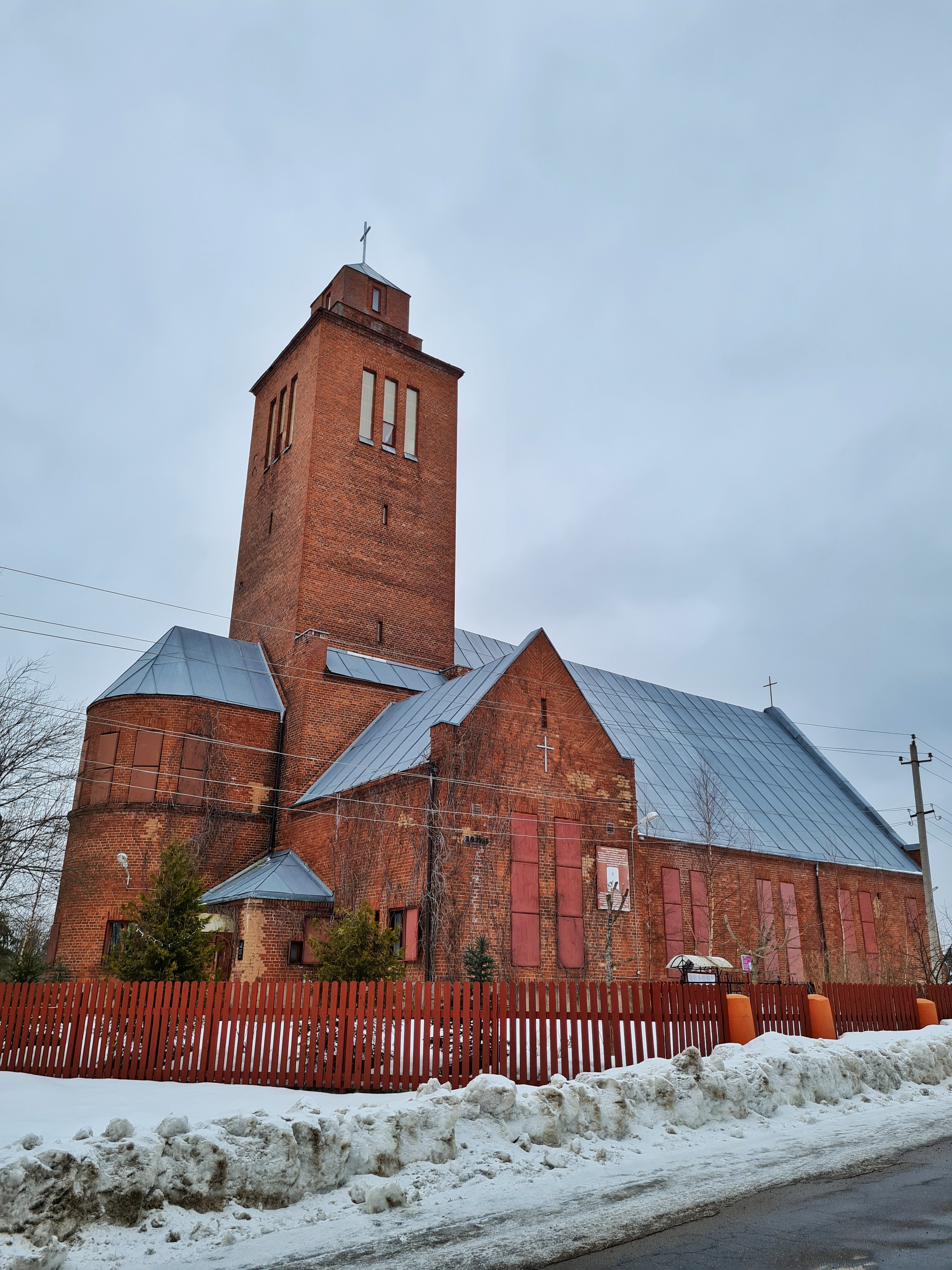
Кирха в посёлке Севастьяново. 2021 год
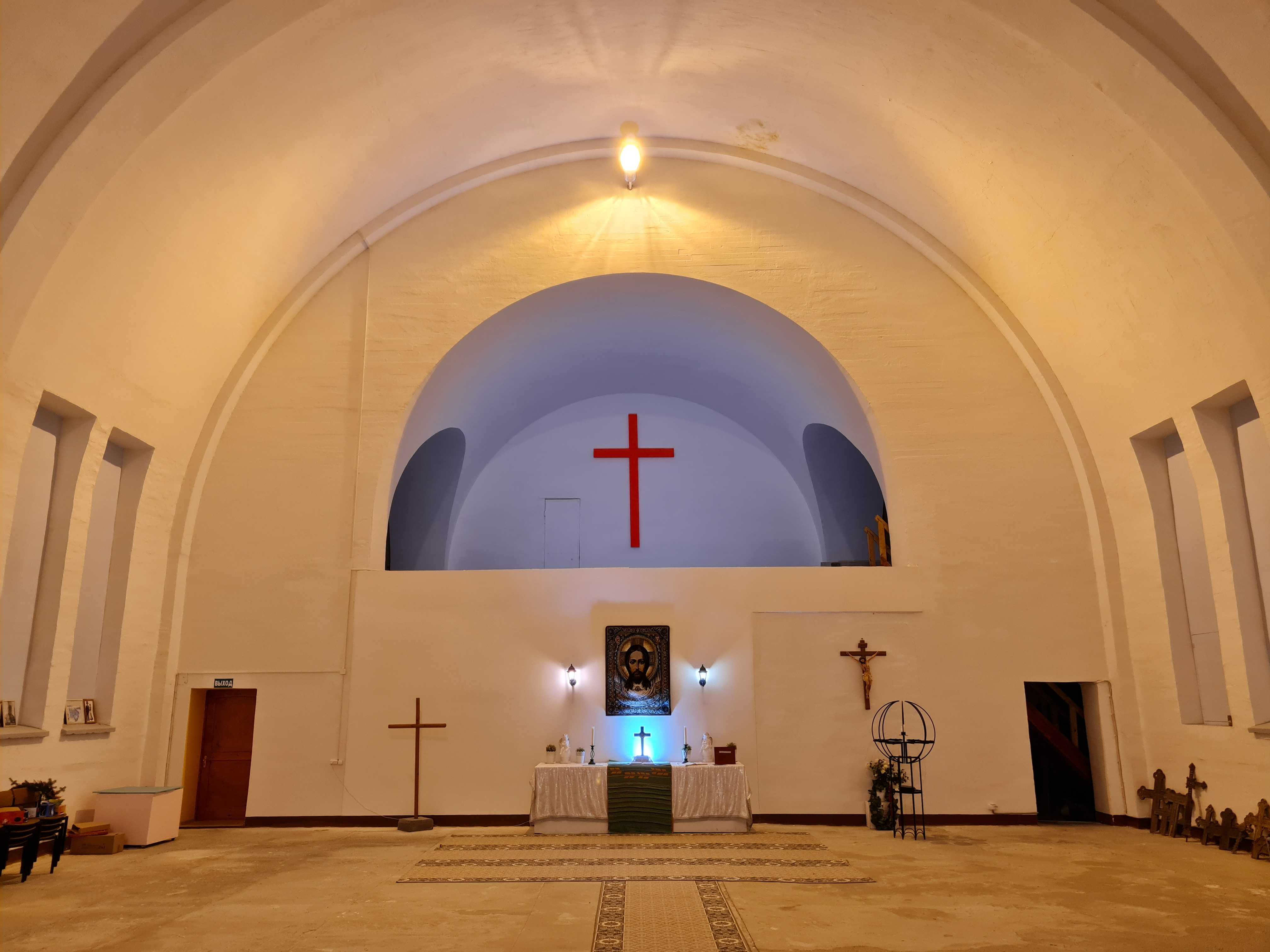
Интерьер кирхи. 2021 год

## Улицы
Дальняя, Заречная, Клубная, Молодёжная, Новая, Озёрная, Степаняна, Шоссейная.